# 457
| [ Edytuj tabelę ] |                                              |
| Cesarz Bizancjum  | - 450 Marcjan 457 - 457 Leon I 474           |
| Król Franków      | - 447 Meroweusz 457 - 457 Childeryk I 481    |
| Chan Hunów        | - 454 Dengizek 469                           |
| Król Kentu        | - 455 Hengest 488                            |
| Władca Korei      | - 413 Changsu 491                            |
| Król Munsteru     | - 453 Óengus 489                             |
| Papież            | - 440 Leon I 461                             |
| Król Persji       | - 439 Jezdegerd II 457 - 457 Hormizd III 459 |
| Cesarz Rzymu      | - 457 Majorian 461                           |
| Król Wandalów     | - 428 Genzeryk 477                           |
| Król Wizygotów    | - 453 Teodoryk II 466                        |

Rok 457 / CDLVII
stulecia: IV wiek ~
V wiek ~
VI wiek

lata: 447 «
452 «
453 «
454 «
455 «
456 «
457
» 458
» 459
» 460
» 461
» 462
» 467

## Wydarzenia
- 7 lutego – Leon I został cesarzem wschodniorzymskim jako następca Marcjana.
- 1 kwietnia – Majorian został obwołany przez wojsko cesarzem rzymskim.
- Childeryk został królem Franków jako następca Meroweusza.

## Zmarli
- 27 stycznia – Marcjan, cesarz wschodniorzymski (ur. ~392)
- 28 października – Ibas z Edessy, biskup (ur. ?)
- data dzienna nieznana:
  - Aiulf, król Swebów (ur. ?)
  - Awitus, cesarz rzymski (ur. ok. 395)
  - Framta, król Swebów (ur. ?)
  - Jezdegerd II, władca imperium sasanidzkiego (ur. ?)
  - Meroweusz, król Franków (ur. ?)
  - Palladiusz, irlandzki biskup (ur. ?)
  - Proteriusz, patriarcha Aleksandrii (ur. ?)